# Schlierbach, Oberösterreich
Schlierbach är en ort och kommun i Österrike. Den ligger i distriktet Kirchdorf i förbundslandet Oberösterreich,  170 km väster om huvudstaden Wien. 
Kommunen består av fyra orter (Ortschaften) (inom parentes invånarantal 1 januari 2024):
- Haselböckau (167)
- Hausmanning (760)
- Maisdorf (144)
- Schlierbach (1 850)